# Myspios
Myspios war ein griechischer Töpfer, tätig in der 2. Hälfte des 6. Jahrhunderts v. Chr. in Athen.
Er ist nur bekannt durch seine Signatur auf einer Randschale ehemals in Paris, Sammlung de Witte. Mysipios gehört zu den Kleinmeistern.